# Ахил
Ахил, Ахилеј или Ахилес (лат. Achilles) у грчкој митологији син је тесалског краља Пелеја и морске богиње Тетиде, главни јунак Илијаде и, уједно, највећи грчки јунак уз Херакла.

## Рођење и одрастање
Његова мајка, Тетида, је била позната по својој лепоти; наиме, њој су се удварали Зевс и Посејдон. Међутим, недуго потом је проречено да ће Тетида родити сина који ће надјачати свога оца. Богови су се повукли, а Тетиду су присилно удали за обичног смртника, за краља Пелејa.
О Ахиловом рођењу и раном детињству познато је неколико предања. Њега је Тетида однеговала у Пелејевој кући, а васпитавао га је Феник или кентаур Хирон.
Већ као десетогодишњи дечак голим рукама је задавио вепра и у трку достигао јелена. До пуне зрелости научио је све што је тадашњем јунаку требало у животу: да се понаша као мушкарац, да влада оружјем, вида ране, да свира лиру и пева.
Да би Ахила учинила бесмртним, мајка је Ахила дању мазала амброзијом, а ноћу га је калила над ватром. Једне ноћи Пелеј је прекинуо овај чин и истргао дете из мајчиних руку. Тетида је тада напустила супруга и вратила се у дубине мора својим сестрама Нереидама. Касније се причало да је Пелеј ово учинио из страха за синовљев живот, јер је Тетида својим чинима за бесмртност убила све шесторо деце које је родила пре Ахила. Неки кажу да је мајка потапала Ахила у воду Стиге да би га учинила нерањивим, али да је десна пета, за коју га је држала, остала ненаквашена и да је Ахил једино на том месту био рањив (Ахилова пета).
После Тетидиног одласка, Пелеј је однео Ахила на Пелион, кентауру Хирону. Овај племенити кентаур најпре је заменио Ахилу ножни зглоб, који му је изгорео док га је мајка држала у ватри. Хирон је откопао кости џина Дамиса, чувеног по брзини, и уметнуо је одговарајућу кост у Ахилову ногу; због овог поступка, Ахил је добио надимак Брзоноги.
Ахила су на Пелиону храниле и неговале Хиронова мајка Филира и супруга Харикло. Хирон га је хранио само утробама лавова и дивљих вепрова да би добио снагу ових
животиња, као и медом да би постао благ и речит. Мудри кентаур дао му је име Ахил уместо ранијег Лигирон. Тек кад је одрастао, Ахил се вратио оцу у Фтију.

## Учешће у Тројанском рату
Када је Тетида сазнала да ахејски краљеви спремају рат против Троје, сакрила је Ахила на острву Скиру код краља Ликомеда, где је прерушен у женске хаљине живео међу краљевим кћерима. Уз помоћ врача Калханта краљ Агамемнон открио је његово скровиште и послао по њега итачког краља Одисеја и аргејског краља Диомеда. Прерушени у трговце Одисеј и Диомед ушли су Ликомедову палату и пред краљевим кћерима распрострли своју робу. Међу скупоцене тканине, накит и сличне предмете, за које се жене обично занимају, ставили су, као случајно, мач. Кад се на уговорени знак пред палатом зачуо бојни поклич њихових другова и звекет оружја, све су се девојке у страху разбежале, али једна рука је зграбила мач. Ахил се тако открио и без дугог наговарања обећао да ће се придружити ахејској војсци. Није могла да га заустави ни Ликомедова кћи Дејдамија, која је очекивала његово дете, ни изгледи на дугу и сретну владавину у домовини. Ахил је изабрао кратак, али славан живот.
У луку Аулиду, у којој су се скупили ахејски бродови пред поход на Троју, Ахил је довео пет хиљада јунака, међу којима су били храбри Мирмидонци. Његов отац Пелеј, који због старости није могао да учествује у рату, дао му је свој оклоп, велико копље од тврдог јасена и бојна кола с бесмртним коњима. То су били поклони које је као свадбени дар добио од богова када се венчао са Тетидом. Ахил је знао да их искористи. Девет година је ратовао на бојном пољу под Тројом и освојио двадесет и три града у њеној околини. Самом својом појавом изазивао је у редовима Тројанаца језу и страх. Ахејска војска и све војсковође ценили су га као најхрабријег и најуспешнијег ратника — осим врховног заповедника, Агамемнона. Агамемнон је, наиме, на Ахила био љубоморан. Био је, додуше, моћан краљ и способан ратник, али не и тако велик човек да би опростио подређеном који га надвисује заслугама и популарношћу. Дуго је скривао своје непријатељство, али једном приликом није успео да се савлада: изазвао је свађу која је готово довела до пропасти ахејске војске.
Било је то почетком десете године рата, кад је у ахејском табору завладало дубоко незадовољство због бескрајног одуговлачења рата. Војници су желели да се врате кућама, а војсковође су изгубиле наду да ће освајањем Троје стећи славу и домоћи се богатог плена. Ахил је са својим Мирмидонцима кренуо у суседно краљевтсво да прибави храну и плен који би војницима подигао морал и разбио малодушност. Међу заробљеницима довео је и кћер Аполоновог свештеника Хриса, Хрисеиду. При деоби плена девојка је припала Агамемнону. Ахил није имао ништа против тога јер није жудео за њом. Волео је лепу Брисеиду, коју је заробио у једном од својих претходних похода. Али недуго после тога појавио се у ахејском табору Хрисеидин отац Хрис и пожелевши Ахејцима скору победу, замолио Агамемнона да му врати кћер, наравно уз велику откупнину. Ахејцима се допала свештеникова понуда, али је против тога устао Агамемнон: да му се, наводно, девојка свиђа, да је неће дати ни за шта на свету и нека се Хрис врати одакле је и дошао. Свештеник је отишао, али је замолио Аполона да га освети. Услишивши његову молбу, Аполон је сишао са Олимпа и стрелама из свог сребрног лука почео да сеје кугу по ахејском табору. Војници су умирали, али Агамемнон није предузео ништа да умири гневног бога. Кад је стање у војсци постало неподношљиво, Ахил је одлучио да ступи у акцију: сазвао је војску у скупштину да се договоре шта да раде. Агамемнон се осетио увређеним због Ахиловог мешања и наумио је да му се освети. Кад је врач Калхант објавио у скупштини да се Аполон може умирити једино враћањем Хрисове кћери, наравно без откупнине и уз извињење, Агамемнон се окомио на њега и притом грубо напао и Ахила који га је бранио. После нечувених увреда, којима је пред целом војском осрамотио Ахилову част, изјавио је на крају да ће се у интересу војске одрећи Хрисеиде, али да ће као накнаду за њу изабрати робињу једног војсковође — и изабрао је Ахилову миљеницу Брисеиду.
Ахил се дисциплиновано покорио одлуци врховног заповедника, али се заклео да неће ратовати све док га Агамемнон за то не замоли и не пружи му задовољење пред целом ахејском војском. Упутио се на морску обалу, позвао из морских дубина своју мајку и замолио је да се заузме за њега код највишег бога. Зевс нека помогне Тројанцима да потисну ахејску војску, како би Агамемнон схватио да без Ахила не може да ратује и дошао код њега са извињењем и молбом. Тетида је пренела синовљеву молбу, и највиши бог јој је удовољио. Забранио је боговима да учествују у борби и подстакао Хектора, вођу Тројанаца, да искористи Ахилов изостанак из борбе и потисне Ахејце све до мора. У исто време Агамемнону је послао варљив сан да га, упркос слабљењу његових снага, подстакне у напад. Иако су се Ахејци храбро борили, морали су да одступе. Тројанци се, после нове битке, чак нису ни повукли иза градских бедема, него су преноћили на равници пред самим ахејским табором, како би га сутрадан уништили незадрживим јуришем. Кад су се Ахејци нашли у шкрипцу, Агамемнон је Ахилу послао изасланике с поруком да жали сто га је увредио, да му враћа Брисеиду и поврх тога даје још седам других девојака и богате дарове, само да престане да се љути и врати се у борбу. Али Ахил је у својој срџби превршио меру. Одбио је Агамемнонов предлог и изјавио да неће ратовати све док Хектор не нападне његов табор. Али до тога неће доћи јер ће се он са војском вратити у родну Фтију.
Катастрофа је изгледала неизбежна. Тројанци су у јутарњем нападу потиснули ахејски бојни ред, срушили бедем који је бранио ахејски табор, а Хектор се чак пробио до лађа с намером да их запали и тако онемогући Ахејцима да се спасу бекством. У том часу Ахилу је приступио Патрокло, његов најдражи пријатељ и замолио га да му позајми свој оклоп и дозволи да помогне друговима у часу тешког искушења. Кад Тројанци угледају Ахилово оружје, помислиће да је против њих кренуо сам Ахил па ће се у страху пред њим повући. Ахил се за тренутак колебао, али угледавши ватру коју је Хектор бацио на једну ахејску лађу, одмах је испунио Патроклову молбу. Осим оклопа дао му је и сву своју војску. Патрокло се брзином муње бацио на Тројанце и лукавство је успело. Мислећи да пред собом имају Ахила, Тројанци су почели да се повлаче у општој пометњи. Угасивши ватру, Патрокло је ударио на Тројанце који су се повлачили, гонећи их према бедемима. Али тада је непријатељ увидео да је преварен јер се Патрокло није усудио да у бој понесе Ахилово тешко копље. Супротставили су се Патроклу, а копљаник Еуфорб, уз помоћ бога Аполона, смртно га је ранио а Хектор затим пробо копљем.
Дознавши да му је погинуо најбољи пријатељ, Ахил је бризнуо у болно нарицање. Његови другови су мислили да ће у очајању забити себи мач у грло. Заборавивши истог часа све увреде, хтео је да се баци у борбу и освети Патрокла, али његов оклоп је био у рукама победничког Хектора. Зато је Ахил замолио мајку Тетиду да му набави други. Направио му га је, на њену молбу, сам оружар богова Хефест за само једну ноћ. Над Патрокловим мртвим телом, које су Ахејци после страшног крвопролића отели Тројанцима, Ахил се заклео да ће се љуто осветити Хектору. Помирио се с Агамемноном, који је пред целом војском признао своју кривицу и вратио му Брисеиду.
У првој бици после Патроклове смрти убио Хектора. Била је то немилосрдна борба. Ахил је тражио Хектора у бојним редовима и три пута га нашао, али га је сваки пут спазио Аполон, веран браниоцима Троје. Обузет страшним бесом, Ахил је распршио тројански бојни ред, уништио део војске, а остатак присилио да се склони иза бедема. Кад су се затворила огромна Скејска врата, пред њима је чекао Хектор: изазвао је Ахила на двобој да би спасио своју част и част своје војске. Предложио је да победник остави тело палог својим друговима, како би могли да га достојно сахране. Али Ахил је прихватио само изазов на двобој. Хектор је укрстио своје оружје с Ахилом у двобоју на живот и смрт, над којим су се ужаснули чак и богови, и пао прободен Ахиловим копљем. Гневан, вукао је непријатељев леш око зидова града кроз прашину и стишао се тек када је пред њега дошао стари краљ Пријам, отац Хекторов, да га моли за тело свог сина. Ахилеј се смиловао пред изнемоглим старцем, који је потом сахранио сина уз обредне почасти. Ахил је обуздао Ахејце од борби, дајући времена Тројанцима да сахране Хектора.

## Смрт
Ахилу није било суђено да доживи пад Пријамовог града, и сам је пао убрзо након Хектора. Победио је још и убио краљицу Амазонки Пентезилеју, која је са својом женском војском притекла у помоћ Троји, а убио је у двобоју и новог врховног заповедника тројанске војске, краља Мемнона из далеке Етиопије. Али кад је после његове погибије хтео да провали кроз отворена Скејска врата у град, на пут му је стао сам бог Аполон. Ахил му је довикнуо да му се склони с пута јер ће га иначе пробости копљем. Аполон га је послушао, али само да му се освети због нанете увреде. Успео се на тројанске бедеме, потражио у бојној вреви Пријамовог сина Париса и позвао га да напне свој лук и стрелу нанишанивши на Ахила. Парис се није дао два пута наговарати, и Аполон је упутио његову стрелу право у Ахилову пету која није била заштићена оклопом. Бојну вику надјачао је једини крик ужаса — Ахил је пао као Сунце оборено с небеског свода и земља се под њим затресла да су попуцали тројански бедеми. Али одмах након тога Ахил је устао и истргнуо стрелу из пете. Међутим, куке на њеном врху ишчупале су му из ноге велики комад меса, растргле жиле и из ране је шикнуо јак млаз крви.
Када је Ахил осетио да с крвљу губи снагу, а с њом и живот, крикнуо је очајно, страшном клетвом проклео Аполона и Троју и испустио душу. За Ахилово тело се разбуктала огорчена битка. На крају су га Ахејци отели из тројанских руку и свечано сахранили на високој ломачи коју је запалио сам бог Хефест. Затим су његов пепео помешали с пепелом Патрокла и над њиховим заједничким гробом подигли висок надгробни споменик од глине да би стално подсећао свет на славну смрт двојице јунака.